# Leptictidium
Leptictidium (лат., от др.-греч. λεπτή ἴκτις — худощавая куница) — род вымерших плацентарных млекопитающих из семейства Pseudorhyncocyonidae, живших в эоцене на территории современных Великобритании, Германии  и Франции. Передвигались прыжками на задних ногах, подобно кенгуру или тушканчику.

## Описание

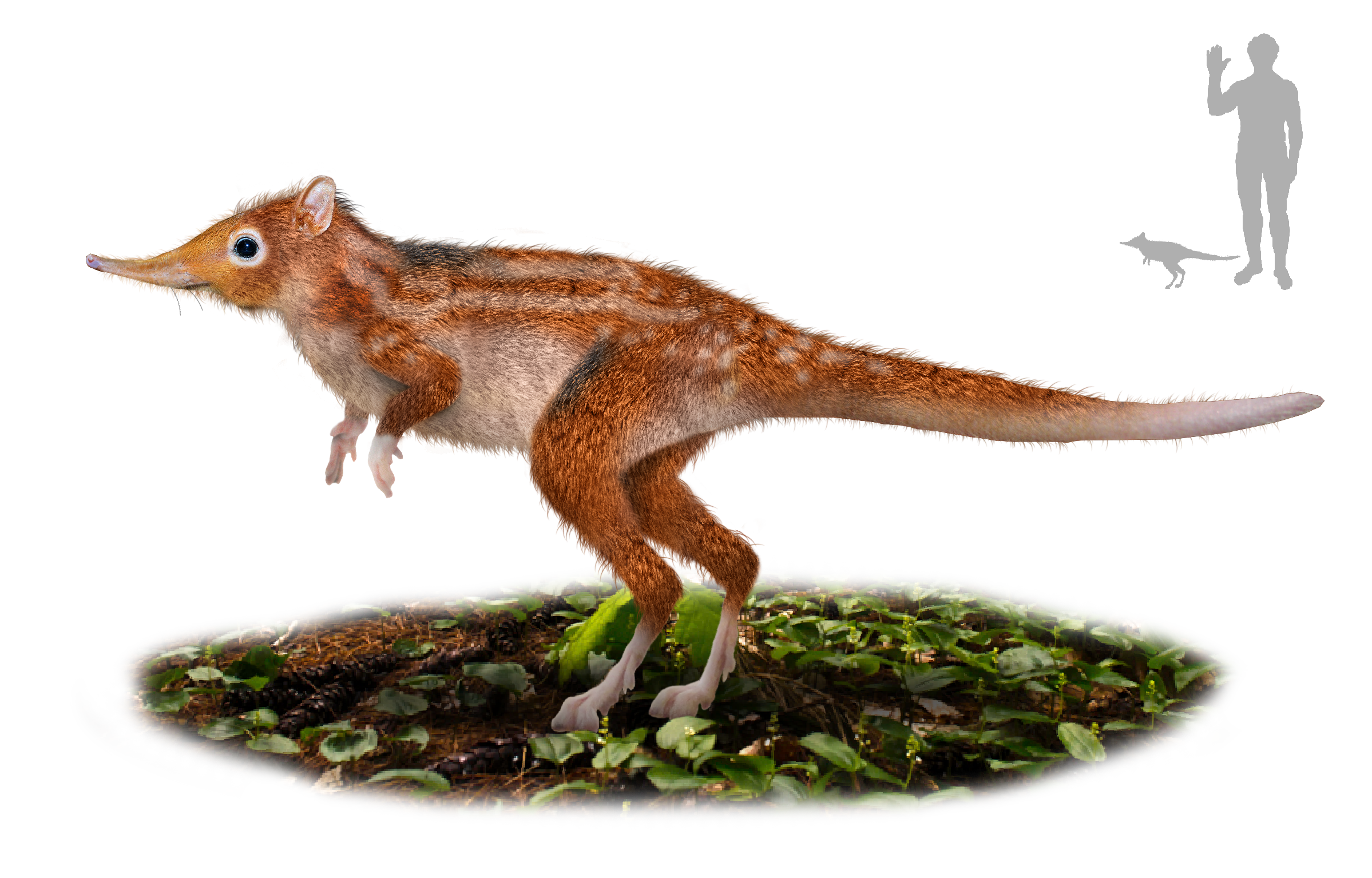
Leptictidium в представлении художника

Общая длина Leptictidium достигала от 60 (Leptictidium auderiense) до 90 см (Leptictidium tobieni), из них 60 % приходилось на хвост (гораздо больше чем у других представителей отряда). Животное обладало короткими передними лапами и длинными сильными задними. Их строение показывает, что оно передвигалось прыжками. Однако то, что в них не происходило сращение костей, свидетельствует о способности Leptictidium к бегу на задних лапах. Строение черепа позволяет заключить, что нос животного был длинным и подвижным, как у современных выхухолей.
Окаменевшее содержимое желудка свидетельствует о питании Leptictidium насекомыми, мелкими рептилиями и млекопитающими.

## История изучения
Великолепно сохранившиеся окаменелости Leptictidium были найдены в глинистых сланцах мессельского карьера (Германия). Они содержали даже отпечаток контура шерсти и позволяли опознать содержимое желудка.

## Классификация
По данным сайта Paleobiology Database, на март 2020 года в род включают 6 вымерших видов:
- Leptictidium auderiense Tobien, 1962typus
- Leptictidium listeri Hooker, 2013
- Leptictidium nasutum Storch & Lister, 1985
- Leptictidium prouti Hooker, 2013
- Leptictidium storchi Hooker, 2013
- Leptictidium tobieni Koenigswald & Storch, 1987

## В культуре
Самка Leptictidium и её детёныши были показаны в первой серии научно-популярного сериала канала BBC «Прогулки с чудовищами».